# Pinnow (Uckermark)

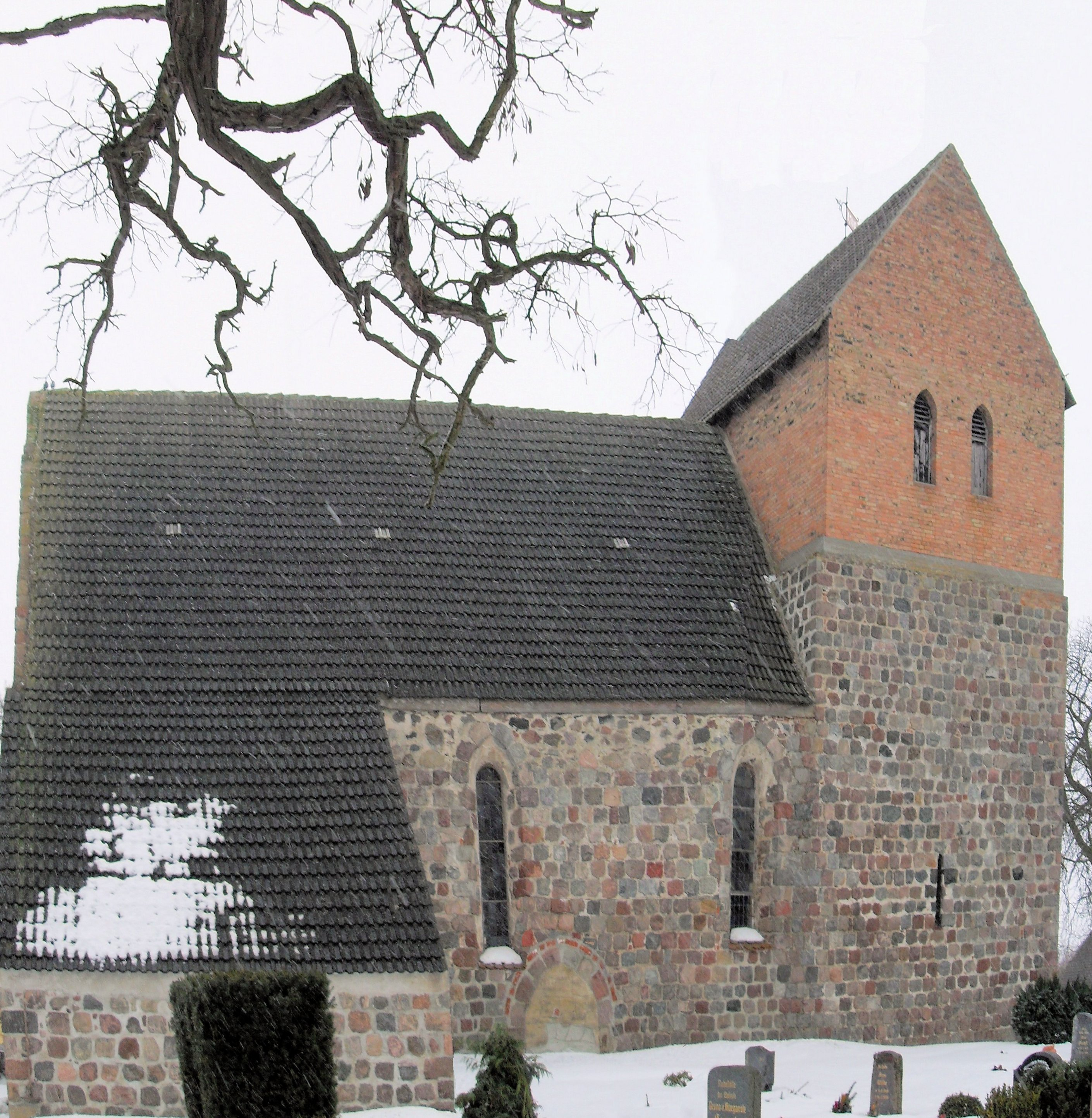
Vue de l'église de Pinnow

Pinnow est une commune allemande rurale du Brandebourg appartenant à l'arrondissement d'Uckermark. Elle se trouve à proximité de lacs et de zones naturelles protégées. Sa population était de 916 habitants au 31 décembre 2010. C'est ici que se trouve le siège administratif de l'Amt Oder-Welse.

## Architecture et tourisme
- Église du XIIIe siècle et monument aux morts de la Grande Guerre